# Krzysztof Kida
Krzysztof Kida (ur. 1967 w Nowej Sarzynie) – polski ksiądz, kanonik, doktor teologii, dziekan Dekanatu Stalowa Wola. 

## Życiorys
Pochodzi z parafii Majdan Łętowski. W 1986 roku ukończył Zespół Szkół Licealnych w Leżajsku. Święcenia kapłańskie przyjął w 1992 roku. W 2003 roku obronił pracę doktorską na Papieskiej Akademii Teologicznej w Krakowie. Od tegoż roku do 2010 sprawował urząd administratora, a następnie proboszcza parafii Wniebowzięcia NMP i św. Maksymiliana Kolbe w Kłyżowie. Od 2009 roku był pracownikiem Kurii Biskupiej w Sandomierzu. Najpierw sprawował tam urząd wicekanclerza, a następnie Dyrektora Duszpasterstwa Ogólnego. Jest wykładowcą homiletyki w Wyższym Seminarium Duchownym w Sandomierzu. Od dnia 1 stycznia 2013 jest proboszczem parafii Opatrzności Bożej w Stalowej Woli. Zastąpił na stanowisku księdza prałata Jerzego Warchoła, który zmarł 18 grudnia 2012 roku.